# 人生ごっこ!?
『人生ごっこ!?』（じんせいごっこ）は、林弘樹監督による映画。2006年7月29日映画祭公開、2008年2月9日ロードショー公開。

## 概要
- 東京都東大和市の市民が、ボランティアスタッフやエキストラ出演などで協力して制作された。
- 2006年7月29日、東大和市民会館（ハミングホール）での東大和映画まつり｢Action!｣にて初上映。
- 2006年11月21日、パリkinotayo国際映画祭パノラマ部門パノラマ部門ノミネート
- 2006年12月1日、第13回ミンスク国際映画祭「映画記者審査員特別賞」受賞
- 2007年6月16日～24日、第10回上海国際映画祭「パノラマ部門」正式招待
- 2008年2月9日、シネマアートン下北沢にて公開、2月29日までの3週間レイトショー予定。

## キャスト
- 根本博成 - 飛賀渡 役
- 石橋けい - 藍原まこと 役
- 峰岸徹 - 一宮校長 役
- 斎藤洋介 - 谷崎部長 役
- 前田耕陽 - 前田プロデューサー 役
- 穴田ユキ久 - 郷田 役
- 脇本賢 - 青鬼 役
- 木村園たつや - 赤鬼 役
- 高根優 - 今野まい 役
- 末山朗 - 博文 役
- 窪田かね子 - キヌエ 役
- 岡村洋一 - 二宮教頭 役

## スタッフ
- 監督：林弘樹
- 脚本：栗山宗大

- 音楽監督：古田秘馬
- 歌・作詞：花世

主題歌『黒船』
歌・作詞：花世
作曲：古田秘馬
- 企画原案：東大和青年会議所
- 製作：東大和映画製作委員会
- 制作：FireWorks
- 上映時間：80分